# Kuno Klötzer
Kuno Klötzer (Geyer, 19 de abril de 1922-Norderstedt, 6 de agosto de 2011) fue un futbolista y entrenador alemán que consiguió la Recopa de Europa 1976–77 con el Hamburger SV.
Klötzer entrenó diferentes equipos como Arminia Hannover, Hannover 96, Fortuna Düsseldorf (con Matthias Mauritz, Toni Turek y Erich Juskowiak), 1. FC Nürnberg, Kickers Offenbach, Hamburger SV, Hertha BSC, MSV Duisburg y Werder Bremen. Con el Hamburgo consiguió la Recopa de Europa con una victoria de 2–0 sobre R.S.C. Anderlecht el 11 de mayo de 1977 en el Estadio Olímpico de Ámsterdam.

## Clubes

### Como jugador
| Club           | País     | Años      |
| -------------- | -------- | --------- |
| Helmstedter SV | Alemania | 1946–1949 |
| Werder Bremen  | Alemania | 1949–1952 |

### Como entrenador
| Club               | País     | Años      |
| ------------------ | -------- | --------- |
| Fortuna Düsseldorf | Alemania | 1953–1957 |
| Hannover 96        | Alemania | 1957–1958 |
| Preußen Münster    | Alemania | 1958–1961 |
| Schwarz-Weiß Essen | Alemania | 1961–1963 |
| Fortuna Düsseldorf | Alemania | 1963–1967 |
| Wuppertaler SV     | Alemania | 1967–1968 |
| Rot-Weiss Essen    | Alemania | 1968–1969 |
| 1. FC Nürnberg     | Alemania | 1969–1970 |
| Kickers Offenbach  | Alemania | 1970–1972 |
| Hamburger SV       | Alemania | 1973–1977 |
| Hertha BSC         | Alemania | 1977–1980 |
| Werder Bremen      | Alemania | 1980–1981 |
| MSV Duisburg       | Alemania | 1981–1982 |

## Palmarés

### Como entrenador
Fortuna Düsseldorf
- Regionalliga West: 1965–66
- Copa Intertoto: 1967

Kickers Offenbach
- Regionalliga Süd: 1971–72

Hamburger SV
- Copa de Alemania: 1975–76
- Reopa de Europa: 1976–77

Werder Bremen
- 2.Bundesliga: 1980–81